# Tesseracme dispar
Tesseracme dispar is een Scaphopodasoort uit de familie van de Dentaliidae. De wetenschappelijke naam van de soort is voor het eerst geldig gepubliceerd in 1860 door Sowerby.